# Karl Bahlmann
Heinrich Maria Karl Bahlmann (* 6. März 1859 in Neustadt i. Ob. Schles.; † 6. März 1922 in Beckum) war ein deutscher Beamter und Politiker der katholischen Zentrumspartei.

## Leben
Bahlmann – Sohn von Friedrich Wilhelm Bahlmann und Agnes Rath – legte 1881 das Abitur am Gymnasium Recklinghausen ab und studierte Rechtswissenschaften in Freiburg, Greifswald und Berlin. 1884 wurde er in Jena zum Doktor der Rechte (Dr. jur.) promoviert. 1885 legte er die erste und 1890 die zweite Staatsprüfung ab.
Ab April 1890 war er Regierungsassessor bei der Regierung in Köslin und September 1890 beim Landratsamt Solingen. Von 1891 bis 1899 war er Oberamtmann im Oberamt Gammertingen. 1894 bis 1899 war er Vertreter des Oberamtes Gammertingen im Kommunallandtag der Hohenzollernschen Lande. Ab 1899 war er Landrat im Kreis Beckum. Dies blieb er bis 1922, als Carl Fenner von Fenneberg sein Nachfolger wurde. Außerdem saß er für den Wahlkreis Beckum von 1911 bis 1920 für die Zentrumspartei im Provinziallandtag der Provinz Westfalen.
Er war verheiratet mit Emilie Drecker. Seine Tochter Elisabeth Bahlmann (1897–1978) heiratete 1930 den Hamburger Fabrikanten Otto Lagerfeld (1881–1967), aus dieser Ehe entstammte der Modeschöpfer Karl Lagerfeld. Seine Tochter Felicitas heiratete Conrad Ramstedt.

## Auszeichnungen
- 1915: Geheimer Regierungsrat
- Roter Adlerorden 4. Klasse
- 1913: Kronenorden 3. Klasse
- 1917: Eisernes Kreuz II. Klasse